# Брин, Ричард Эбидин
Abs — британский певец, рэпер и автор песен. Бывший участник группы 5ive, участник супергруппы Boyz on Block.

## Биография
Родился 29 июня 1979 года в Энфилде, Англия. Его воспитывала мать — наполовину ирландка. Отец Эбса — турок, никогда не был женат на его матери (в некоторых источниках информации говорят, что родители Эбса развелись, когда ему было 3 года).
Не испытывая к школе особой любви, Эбс всё-таки учился неплохо. «Я редко сбегал с уроков, и делал это только с моей кузиной, у которой была машина. Мы весь день проводили за рулём и слушали джангл. Мы думали, что это круто!»
Навещая своих турецких родственников, Эбс чувствует себя слегка неловко — он говорит, что практически ничего не знает о культуре этой страны, о её обычаях и истории. «Я могу поддержать разговор на турецком языке, но не более того», — говорит он.
Эбс получил стипендию в итальянской Школе сценического искусства Конти. Там училась и Наоми Кемпбелл, и там же он встретил свою девушку, с которой он расстался около года назад. Он говорит: «Я знал, что Даниэль любила меня не потому что я участник популярной группы, а потому что я — это я. Просто она устала от образа моей жизни и о того, что я не могу уделять ей достаточно внимания».

## Музыкальная карьера
С 1997 года Эбс участвует в группе Five. После распада группы в 2001 году Эбс начал сольную карьеру и выпустил сольный альбом «Abstract theory». Также свет увидели клипы «What you got», «Stop sign», «Miss Perfect» и «7 ways».